# كنباث مستنقعي
كنباث مستنقعي أو ذنب الخيل المستنقعي (الاسم العلمي: Equisetum palustre) هي نوع من السراخس يتبع جنس الكنباث من فصيلة الكنباثية.